# Martha a Tena
Martha a Tena je sesterské duo českých zpěvaček řeckého původu, Marthy a Teny Elefteriadu. Věnují se řeckým lidovým písním a řecké kultuře, dříve působily i v oblasti popu. Jako samostatné pěvecké duo fungují od roku 1970, předtím společně zpívaly v rockové skupině Vulkán.

## Kariéra
Pocházejí z rodiny řeckých emigrantů, jež uprchla z Řecka kvůli občanské válce a usadila se v roce 1950 v někdejším Československu. Jejich matka zemřela brzy v dětství a obě dívky vyrůstaly v dětském domově pro řecké děti v Ivančicích. V polovině 60. let se obě sestry seznámily s kytaristou Alešem Sigmundem ze skupiny Vulkán, který oběma zpěvačkám pomohl vytvořit pevné autorské a muzikantské zázemí. Ve Vulkánu působily mezi lety 1966 a 1970, částečně s další sourozeneckou dvojicí, Hanou a Petrem Ulrychovými. Jejich první nahrávky pocházejí z roku 1968. V roce 1970 vydaly u vydavatelství Panton svoji první samostatnou dlouhohrající desku Dál než slunce vstává. Od té doby jsou obě sestry stálicemi české populární hudby. Za dobu svého působení zde spolupracovaly s celou řadou renomovaných umělců. V současné době se věnují zejména interpretaci řeckých lidových písní a výuce řeckých tanců.